# سايكت (ادا اومرزوك)
سايكت هو دُوَّار يقع بجماعة إشمرارن، إقليم شيشاوة، جهة مراكش آسفي في المملكة المغربية. ينتمي الدوّار لمشيخة ادا اومرزوك التي تضم 21 دوار. يقدر عدد سكانه بـ 380 نسمة حسب الإحصاء الرسمي للسكان والسكنى لسنة 2004.

## روابط خارجية
- البوابة الوطنية للجماعات الترابية نسخة محفوظة 12 مارس 2018 على موقع واي باك مشين.
- المندوبية السامية للتخطيط